# Whisky (film)
Whisky è un film del 2004 diretto da Juan Pablo Rebella e Pablo Stoll.
La pellicola è stata presentata nella sezione Un Certain Regard al 57º Festival di Cannes.

## Trama
L'ebreo uruguayano Jacobo è il silenzioso e solitario proprietario di una piccola fabbrica di calzini con tre dipendenti, tra cui Marta. L'esistenza di Jacobo è squallida e monotona fino a quando chiede a Marta di fingere di essere sua moglie per qualche giorno, ovvero finché sarà in visita da lui il fratello Herman che vive da vari anni in Brasile, dove possiede una grande fabbrica di calzini, e che torna al paese di origine per commemorare la madre morta.
Herman propone di andare tutti insieme in vacanza al mare, Jacobo è contrario ma alla fine accetta. Dopo che il fratello è ripartito Jacobo dà a Marta una ricompensa in denaro, e il giorno dopo lei non si presenta al lavoro.

## Riconoscimenti
- Tokyo International Film Festival 2004: Grand Prix per il miglior film e premio per la migliore attrice (Mirella Pascual)
- Premi Goya 2005: miglior film straniero in lingua spagnola
- Transilvania International Film Festival 2005: Miglior film

## Curiosità
Alla fine della giornata di lavoro Marta saluta le due colleghe dicendo «A domani, se Dio vuole».